# Jan Bittner
Jan Bittner (11. dubna 1813, Rohle – 7. dubna 1880, Rohle) byl rakouský lékař a politik české národnosti z Moravy, během revolučního roku 1848 poslanec Říšského sněmu.

## Biografie
Roku 1849 se uvádí jako Johann Bittner, doktor medicíny z obce Rohle. Uvádí se jako Slovan. Pocházel ale z etnicky německé vesnice Rohle. Žil pak v Zábřehu.
Během revolučního roku 1848 se zapojil do veřejného dění. Ve volbách roku 1848 byl zvolen i na ústavodárný Říšský sněm. Zastupoval volební obvod Zábřeh. Tehdy se uváděl coby doktor medicíny. Řadil se k sněmovní levici. Na sněmu podpořil zrušení roboty bez náhrady.